# C. B. Fisk
C. B. Fisk, Inc ist ein US-amerikanisches Orgelbauunternehmen mit Sitz in Gloucester, Massachusetts.
Die Firma wurde 1961 durch den Orgelbauer Charles B. Fisk gegründet. Fisk orientierte sich bei seinem Handwerk am Neobarock und baute die größten US-amerikanischen Orgeln mit vollmechanischer Traktur. Die Firma nahm Aufträge in den USA, China, Japan, Südkorea und der Schweiz an. Als erstes amerikanisches Orgelbauunternehmen erhielt sie in den 1990er Jahren einen Auftrag aus Europa: Opus 120 in der Kathedrale Notre-Dame in Lausanne (Schweiz). Zu den bekanntesten Orgeln gehören diejenigen in der Stanford Memorial Church in Kalifornien (Opus 85) und im Morton H. Meyerson Symphony Center in Dallas/Texas (Opus 100).

## Werkliste (Auswahl)
| Jahr      | Opus | Ort                        | Gebäude                                      | Bild | Manuale | Register | Bemerkungen                                                                           |
| --------- | ---- | -------------------------- | -------------------------------------------- | ---- | ------- | -------- | ------------------------------------------------------------------------------------- |
| 1964      | 44   | Boston/Massachusetts       | King’s Chapel                                |      | III/P   | 38       | erste dreimanualige amerikanische Orgel des 20. Jahrhunderts mit mechanischer Traktur |
| 1971      | 55   | Boston/Massachusetts       | Old West Church (Massachusetts)              |      | III/P   | 46       |                                                                                       |
| 1974      | 66   | Boston/Massachusetts       | New England Conservatory of Music            |      | I       | 9        | geteilte Register                                                                     |
| 1974      | 66a  | New Haven/Connecticut      | Yale University                              |      | I       | 9        | geteilte Register                                                                     |
| 1976      | 68   | Burlington                 | University of Vermont                        |      | III/P   | 28       |                                                                                       |
| 1981      | 72   | Massachusetts              | Wellesley College                            |      | III/P   | 28       | mit kurzer Oktave und Subsemitonien                                                   |
| 1977      | 76   | Durham/North Carolina      | Duke University                              |      | II/P    | 11       |                                                                                       |
| 1900      | 77   | Durham/North Carolina      | Duke University                              |      | III/P   | 45       |                                                                                       |
| 1985      | 84   | South Hadley/Massachusetts | Mount Holyoke College                        |      | II/P    | 23       |                                                                                       |
| 1984      | 85   | Stanford (Kalifornien)     | Stanford Memorial Church/Stanford University |      | III/P   | 45       |                                                                                       |
| 1985      | 87   | Ann Arbor                  | University of Michigan                       |      | II/P    | 27       |                                                                                       |
| 1987      | 91   | Bloomington                | Indiana University                           |      | III/P   | 39       |                                                                                       |
| 1990      | 95   | New York                   | University at Buffalo                        |      | III/P   | 44       |                                                                                       |
| 1992      | 100  | Dallas/Texas               | Morton H. Meyerson Symphony Center           |      | IV/P    | 66       |                                                                                       |
| 1993      | 101  | Dallas/Texas               | Southern Methodist University                |      | III/P   | 42       |                                                                                       |
| 1994      | 106  | Kansas                     | Pittsburg State University                   |      | III/P   | 34       |                                                                                       |
| 1997      | 109  | Houston/Texas              | Rice University                              |      | III/P   | 58       |                                                                                       |
| 1999      | 111  | Norman (Oklahoma)          | University of Oklahoma                       |      | III/P   | 28       |                                                                                       |
| 2001      | 116  | Oberlin (Ohio)             | Oberlin College                              |      | III/P   | 56       |                                                                                       |
| 1999      | 118  | Houston/Texas              | Rice University                              |      | II/P    | 5        | mit Koppelmanual                                                                      |
| 2003/2013 | 120  | Lausanne (Schweiz)         | Kathedrale Notre-Dame                        |      | V/P     | 95       | 2013 Erweiterung um ein Fernwerk von Kuhn                                             |
| 2004      | 121  | Greenville/South Carolina  | Furman University                            |      | III/P   | 41       |                                                                                       |
| 2008      | 130  | Costa Mesa/Kalifornien     | Orange County Performing Arts Center         |      | III/P   | 44       |                                                                                       |
| 2010      | 135  | Bloomington                | Indiana University                           |      | III/P   | 60       |                                                                                       |
| 2012      | 142  | Bloomington                | Indiana University                           |      | II/P    | 5        | mit Koppelmanual                                                                      |